# Europese kampioenschappen kunstschaatsen
De Europese kampioenschappen kunstschaatsen zijn vier wedstrijden die samen een jaarlijks terugkerend evenement vormen, georganiseerd door de Internationale Schaatsunie (ISU).
Dit evenement is een van de vier kampioenschappen in het kunstschaatsen die de ISU jaarlijks organiseert. De andere kampioenschappen zijn de Wereldkampioenschappen, de WK junioren en het Viercontinentenkampioenschap (voor Afrika, Amerika, Azië en Oceanië).
Medailles zijn er te verdienen in de categorieën mannen individueel, vrouwen individueel, paarrijden en ijsdansen voor paren. In 2020 vond het 112e kampioenschap voor de mannen plaats, het 84e voor de vrouwen en paren en 67e voor de ijsdansers.

## Historie
De Duitse en Oostenrijkse schaatsbond, verenigd in de "Deutscher und Österreichischer Eislaufverband", organiseerden zowel het eerste EK schaatsen voor mannen als het eerste EK kunstschaatsen voor mannen in 1891 in Hamburg, Duitse Keizerrijk, nog voor het ISU in 1892 werd opgericht. De internationale schaatsbond nam in 1892 de organisatie van het EK kunstschaatsen over. In 1895 werd besloten voortaan de wereldkampioenschappen kunstschaatsen te organiseren en kwam het EK te vervallen. In 1898 vond toch weer een herstart plaats van het EK.
De vrouwen en paren strijden vanaf 1930 jaarlijks om het Europees kampioenschap. De ijsdansers strijden vanaf 1954 om de Europese titel kunstrijden. Alle kampioenschappen werden vanaf 1947 altijd gezamenlijk in een gaststad georganiseerd.
Er werden geen kampioenschappen gehouden in 1896 en 1897 (geen organisatie), in 1902 en 1903 (geen ijs) en tijdens en direct na de Eerste Wereldoorlog (zeven jaar) en tijdens en direct na de Tweede Wereldoorlog (ook zeven jaar), en in 2021 als gevolg van de heersende coronapandemie.
Tot en met 1948 kon elk land dat bij de ISU aangesloten was deelnemers inschrijven. Nadat de Canadese Barbara Ann Scott en de Amerikaan Richard Button beide de titel in 1948 veroverden werd de deelname vanaf 1949 beperkt tot de Europese leden van de ISU. Pas in 1999 konden niet Europese deelnemers deelnemen aan het equivalent van het EK, het Viercontinentenkampioenschap.

## Deelname
Elk Europees land dat bij de ISU is aangesloten mag een startplaats invullen per categorie wanneer aan minimale voorwaarden wordt voldaan. Wanneer een land in het voorgaande jaar één startplaats innam en deze eindigde in de top twee dan mag het land het jaar erop drie startplaatsen invullen, eindigde deze in de top tien dan mag het twee startplaatsen invullen. Wanneer een land in het voorgaande jaar twee startplaatsen innam en de optelsom van beide klasseringen 13 punten of lager is dan mag het land het jaar erop drie startplaatsen invullen, is de optelsom van beide klasseringen 28 punten of lager dan mag het land het jaar erop weer twee startplaatsen invullen, is de optelsom van beide klasseringen hoger dan 28 punten dan mag het land het jaar erop maar één startplaats invullen. Bij drie startplaatsen geldt de optelsom van de twee hoogst geklasseerde deelnemers.
De punten worden als volgt toegekend: alleen deelname aan de voorronde 20 punten; deelname in de korte kür 18 punten; plaatsen vanaf plaats 16 in lange kür 16 punten, en de plaatsen 1 t/m 15 in de lange kür ook 1 t/m 15 punten.
Vanwege het grote aantal deelnemers aan de kampioenschappen wordt een beperkt (variërend) aantal deelnemers toegelaten tot de afsluitende lange kür.
Om deel te nemen moet de deelnemer/deelneemster op 1 juli van het vorige jaar minimaal vijftien jaar oud zijn.

## Belgische deelnames
In 1947 stond de Belg Fernand Leemans op de derde plaats op het erepodium en de Belgische paren Micheline Lannoy / Pierre Baugniet op de eerste en Suzanne Diskeuve / Edmond Verbustel op de derde plaats. Zestig jaar na Leemans werd ook Kevin Van der Perren derde op het EK (2007), deze prestatie herhaalde hij in 2009.

### Mannen
|                        | Aantal deelnames | Jaar van deelname (klassering) kw = alleen kwalificatie, vr = alleen voorronde, kk = alleen korte kür, t.z.t. = trok zich terug         |
| ---------------------- | ---------------- | --- |
| Robert Van Zeebroeck   | 2                | 1926 (6), 1936 (10) |
| Freddy Mésot           | 2                | 1936 (11), 1937 (10) |
| Fernand Leemans        | 1                | 1947 |
| Francis Demarteau      | 1                | 1978 (16) |
| Eric Kol               | 2                | 1980 (17), 1982 (22) |
| Alexandre Geers        | 2                | 1990 (kk), 1991 (kk) |
| Matthew Van den Broeck | 3                | 1997 (kw), 1998 (kk), 1999 (kw) |
| Kevin Van der Perren   | 13               | 2000 (kk), 2001 (23), 2002 (12), 2003 (10), 2004 (11), 2005 (6), 2006 (7), · 2007 , 2008 (5), 2009 , 2010 (11), 2011 (4), 2012 (t.z.t.) |
| Wim Hermans            | 1                | 2004 (kk) |
| Ruben Blommaert *      | 2                | 2008 (25), 2009 (25, kk) |
| Jorik Hendrickx        | 7                | 2010 (20), 2011 (16), 2012 (9), 2014 (9), 2016 (9), 2017 (4), 2018 (10)                                                                 |

* In 2016 nam Blommaert deel bij de paren met Mari Vartmann (8e) en in 2018 met Annika Hocke (8e); beide keren voor Duitsland.

### Vrouwen
|                         | Aantal deelnames | Jaar van deelname (klassering) kw = alleen kwalificatie, vr = alleen voorronde, kk = alleen korte kür, t.z.t. = trok zich terug |
| ----------------------- | ---------------- | --- |
| Yvonne De Ligne-Geurts  | 6                | 1930 (7), 1931 (6), 1932 (6), 1933 (5), 1934 (7), 1935 (9)                                                                      |
| Simone Clinckers        | 1                | 1947 (15) |
| Liliane De Becker       | 1                | 1953 (15) |
| Yvette Busieau          | 1                | 1960 (22) |
| Christine Van der Putte | 3                | 1962 (20), 1963 (17), 1964 (15)                                                                                                 |
| Corinne Henrotte        | 1                | 1975 (27) |
| Genevieve Schoumaker    | 1                | 1979 (25) |
| Editha Dotson           | 2                | 1980 (15), 1981 (18) |
| Katrien Pauwels         | 5                | 1982 (21), 1983 (15), 1984 (13), 1985 (16), 1988 (14)                                                                           |
| Sandrine Goes           | 3                | 1989 (kk), 1990 (kk), 1991 (kk)                                                                                                 |
| Alice Sue Claeys        | 3                | 1992 (11), 1993 (8), 1994 (16)                                                                                                  |
| Christelle Damman       | 2                | 1994 (kw), 1996 (kk) |
| Patricia Ferriot        | 1                | 1997 (kw) |
| Ellen Mareels           | 2                | 1998 (kk), 2001 (kw) |
| Dorothee Derroitte      | 1                | 1999 (kk) |
| Isabelle Pieman         | 5                | 2005 (36, kk), 2007 (32, kk), 2009 (24), 2010 (32, kk), 2012 (19)                                                               |
| Kirsten Verbist         | 1                | 2006 (30, kk) |
| Barbara Klerk           | 1                | 2008 (32, kk) |
| Sara Falotico           | 4                | 2000 (kk), 2002 (24), 2003 (24), 2004 (21)                                                                                      |
| Ira Vannut              | 1                | 2011 (7) |
| Kaat Van Daele          | 3                | 2012 (26, kk), 2013 (18), 2014 (20)                                                                                             |
| Charlotte Vandersarren  | 2                | 2016 (30, kk), 2018 (t.z.t.) |
| Loena Hendrickx         | 2                | 2017 (7), 2018 (5) |

### Paren
|                                       | Aantal deelnames | Jaar van deelname (klassering) |
| ------------------------------------- | ---------------- | ------------------------------ |
| Louisa Contamine Robert Verdun        | 1                | 1936 (6)                       |
| Micheline Lannoy Pierre Baugniet      | 1                | 1947                           |
| Suzanne Diskeuve Edmond Verbustel     | 1                | 1947                           |
| Suzanne Gheldolf Jacques Renard       | 1                | 1949 (5)                       |
| Charlotte Michiels Gaston Van Ghelder | 1                | 1953 (7)                       |

### IJsdansen
|                                  | Aantal deelnames | Jaar van deelname (klassering) kw = alleen kwalificatie, vr = alleen voorronde, kk = alleen korte kür, t.z.t. = trok zich terug |
| -------------------------------- | ---------------- | --- |
| Lucine Chakmakjian Corey Papaige | 1                | 1997 (kw) |
| Cecile Postiaux Richard Postiaux | 1                | 2015 (28) |

## Nederlandse deelnames
Drie Nederlandse vrouwen eindigden op het EK kunstschaatsen op het erepodium. De eerste was Joan Haanappel die in 1958 derde werd en dit in 1959 en 1960 zou herhalen. De tweede was Sjoukje Dijkstra die in 1959 tweede werd en van 1960 tot en met 1964 vijf keer op rij kampioene werd. De derde Nederlandse was Dianne de Leeuw die in 1974 en 1975 tweede en in 1976 kampioene werd.

### Mannen
|                 | Aantal deelnames | Jaar van deelname (klassering) kw = alleen kwalificatie, vr = alleen voorronde, kk = alleen korte kür, t.z.t. = trok zich terug |
| --------------- | ---------------- | --- |
| Wouter Toledo   | 6                | 1958 (18), 1959 (17), 1961 (12), 1962 (20), 1963 (14), 1964 (14)                                                                |
| Arnoud Hendriks | 2                | 1968 (22), 1969 (21) |
| Rob Ouwerkerk   | 3                | 1973 (19), 1974 (20), 1975 (21)                                                                                                 |
| Ed van Campen   | 3                | 1982 (18), 1984 (20), 1985 (19)                                                                                                 |
| Alcuin Schulten | 2                | 1990 (18), 1992 (22) |
| Marcus Deen     | 2                | 1995 (kk), 1996 (kk) |
| Maurice Lim     | 1                | 2000 (kk) |
| Boyito Mulder   | 3                | 2009 (36, kk), 2010 (32, kk), 2011 (36, vr)                                                                                     |
| Thomas Kennes   | 5                | 2016 (25, kk), 2017 (28, kk), 2018 (30, kk), 2019 (kk, 36), 2020 (kk, 33)                                                       |

### Vrouwen
|                            | Aantal deelnames | Jaar van deelname (klassering) kw = alleen kwalificatie, vr = alleen voorronde, kk = alleen korte kür, t.z.t. = trok zich terug |
| -------------------------- | ---------------- | --- |
| Alida Elisabeth Stoppelman | 4                | 1951 (15), 1952 (20), 1953 (9), 1954 (13)                                                                                       |
| Rietje van Erkel           | 1                | 1951 (17) |
| Yvonne Ruts                | 1                | 1951 (18) |
| Nelly Maas                 | 2                | 1953 (11), 1954 (10) |
| Joan Haanappel             | 6                | 1953 (14), 1954 (18), 1956 (8), 1958 , 1959 , 1960                                                                              |
| Sjoukje Dijkstra           | 9                | 1954 (19), 1956 (7), 1958 (6), 1959 , 1960 , 1961 , 1962 , 1963 , 1964                                                          |
| Jeannine Ferir             | 2                | 1958 (22), 1959 (25) |
| Willie ten Hoopen          | 1                | 1961 (24) |
| Anneke Heydt               | 1                | 1968 (20) |
| Lisa Does                  | 1                | 1970 (17) |
| Dianne de Leeuw            | 6                | 1971 (19), 1972 (9), 1973 (6), 1974 , 1975 , 1976                                                                               |
| Sophie Verlaan             | 4                | 1973 (19), 1974 (19), 1975 (20), 1976 (20)                                                                                      |
| Anne-Marie Verlaan         | 3                | 1975 (22), 1976 (18), 1977 (20)                                                                                                 |
| Astrid Jansen in de Wal    | 3                | 1978 (17), 1979 (20), 1980 (18)                                                                                                 |
| Rudina Pasveer             | 1                | 1981 (15) |
| Ingrid Aalders             | 1                | 1982 (27) |
| Li Scha Wang               | 2                | 1983 (18), 1986 (17) |
| Tjin Li Wang               | 1                | 1985 (25) |
| Jeltje Schulten            | 1                | 1989 (19) |
| Astrid Winkelman           | 1                | 1990 (20) |
| Marion Krijgsman           | 4                | 1991 (17), 1993 (22), 1998 (22), 1999 (17)                                                                                      |
| Monique van der Velden     | 2                | 1994 (kw), 1995 (22) |
| Georgina de Witt           | 1                | 1996 (kw) |
| Selma Duyn                 | 1                | 1997 (kw) |
| Karen Venhuizen            | 8                | 2000 (21), 2001 (21), 2002 (kk), 2003 (29, kk), 2004 (22), 2005 (20), 2007 (26, kk), 2008 (14)                                  |
| Martine Zuiderwijk         | 1                | 2006 (21) |
| Manouk Gijsman             | 4                | 2009 (22), 2010 (27, kk), 2011 (t.z.t.), 2012 (vr)                                                                              |
| Michelle Couwenberg        | 2                | 2013 (32, kk), 2014 (32, kk) |
| Niki Wories                | 2                | 2015 (31, kk), 2016 (20), 2020 (35, kk)                                                                                         |
| Kyarha van Tiel            | 2                | 2018 (26, kk), 2019 (28, kk) |
| Lindsay van Zundert        | 1                | 2022 |

### Paren
|                                 | Aantal deelnames | Jaar van deelname (klassering) |
| ------------------------------- | ---------------- | ------------------------------ |
| Jeltje Schulten Alcuin Schulten | 2                | 1995 (16), 1996 (15)           |
| Daria Danilova Michel Tsiba     | 2                | 2020 (16), 2022 (21)           |

### IJsdansen
|                                      | Aantal deelnames | Jaar van deelname (klassering) kw = alleen kwalificatie, vr = alleen voorronde, kk = alleen korte kür, t.z.t. = trok zich terug |
| ------------------------------------ | ---------------- | --- |
| Catharina Odink Jacobus Odink        | 5                | 1954 (8), 1955 (6), 1956 (6), 1958 (6), 1959 (9), 1960 (tzt)                                                                    |
| Jopie Wolff Nico Wolff               | 1                | 1964 (10) |
| Truus Gerardts Ronald du Burck       | 2                | 1966 (15), 1967 (17) |
| Marianne van Bommel Wayne Deweyert   | 4                | 1981 (17), 1982 (15), 1983 (12), 1984 (11)                                                                                      |
| Joanne van Leeuwen Eerde van Leeuwen | 2                | 1990 (kk), 1991 (18) |
| Anita Chaudharti Hans 't Hart        | 2                | 1994 (kw), 1995 (kw) |
| Hanna Jakucs Alessio Galli           | 1                | 2022 |

## Toekomstige edities
EK 2022
Deze editie, volgend op die van 2020, vindt plaats in Tallinn, Estland. De editie van 2021, die van 25 tot en met 31 januari gepland stond in Zagreb, Kroatië, werd vanwege de coronapandemie afgelast. De volgende landen hebben een of twee extra startplaatsen verdiend op het toernooi van 2020.
| Startplaatsen | Mannen                                                 | Vrouwen                       | Paren                          | IJsdansen                                                  |
| ------------- | ------------------------------------------------------ | ----------------------------- | ------------------------------ | ---------------------------------------------------------- |
| 3             | Italië Rusland                                         | Rusland                       | Duitsland Italië Rusland       | Rusland                                                    |
| 2             | Azerbeidzjan Duitsland Georgië Israël Letland Tsjechië | Finland Frankrijk Zwitserland | Frankrijk Hongarije Oostenrijk | Frankrijk Italië Oekraïne Polen Spanje Verenigd Koninkrijk |

Medaillewinnaars

Mannen · 
Vrouwen ·
Paren · 
IJsdansen

Toernooi

1891 · 
1892 · 
1893 · 
1894 · 
1895 · 
1896-1897 · 
1898 · 
1899 · 
1900 · 
1901 · 
1902-1903 · 
1904 · 
1905 · 
1906 · 
1907 · 
1908 · 
1909 · 
1910 · 
1911 · 
1912 · 
1913 · 
1914 · 
1915-1921 · 
1922 · 
1923 · 
1924 · 
1925 · 
1926 · 
1927 · 
1928 · 
1929 · 
1930 · 
1931 · 
1932 · 
1933 · 
1934 · 
1935 · 
1936 · 
1937 · 
1938 · 
1939 ·
1940-1946 · 
1947 · 
1948 · 
1949 · 
1950 · 
1951 · 
1952 · 
1953 · 
1954 · 
1955 · 
1956 · 
1957 · 
1958 · 
1959 · 
1960 · 
1961 · 
1962 · 
1963 · 
1964 · 
1965 · 
1966 · 
1967 · 
1968 · 
1969 · 
1970 · 
1971 · 
1972 · 
1973 · 
1974 · 
1975 · 
1976 · 
1977 · 
1978 · 
1979 · 
1980 · 
1981 · 
1982 · 
1983 · 
1984 · 
1985 · 
1986 · 
1987 · 
1988 · 
1989 · 
1990 · 
1991 · 
1992 · 
1993 · 
1994 · 
1995 ·
1996 · 
1997 · 
1998 · 
1999 · 
2000 · 
2001 · 
2002 · 
2003 · 
2004 · 
2005 · 
2006 ·
2007 ·
2008 ·
2009 ·
2010 ·
2011 ·
2012 ·
2013 ·
2014 ·
2015 ·
2016 ·
2017 ·
2018 ·
2019 ·
2020 ·
2021 · 
2022 · 
2023 · 
2024 · 
2025

WK kunstschaatsen ·
WK kunstschaatsen junioren ·
Viercontinentenkampioenschap ·
Olympische Spelen